# (3019) Kulin
(3019) Kulin est un astéroïde de la ceinture principale.

## Description
(3019) Kulin est un astéroïde de la ceinture principale. Il fut découvert le 7 janvier 1940 à l'observatoire Konkoly par György Kulin. Il présente une orbite caractérisée par un demi-grand axe de 2,86 UA, une excentricité de 0,05 et une inclinaison de 3,2° par rapport à l'écliptique.
Il a été nommé par le Centre des planètes mineures en l'honneur de son découvreur György Kulin, surnommé le « Flammarion » hongrois par ses contemporains.

## Compléments